# جميل فريارخ
جمال فريارخ (ولد في 1 يناير 2005) هو لاعب كرة قدم قطري من أصل جزائري، يلعب كلاعب جناح في كولتورال ليونيسا ب الإسباني معار من نادي الغرافة القطري.

## مسيرة اللاعب
بدأ مع نادي الغرافة في عام 2022 وأعير إلى نادي كالاهورا ب الإسباني في عام 2023 و أعير إلى كولتورال ليونيسا ب الإسباني في عام 2024 لمدة موسم.